# Thornbury (Gloucestershire)
Thornbury – miasto i civil parish w Anglii, w hrabstwie ceremonialnym Gloucestershire, w dystrykcie (unitary authority) South Gloucestershire. Leży 35 km na południowy zachód od miasta Gloucester i 167 km na zachód od Londynu. W 2011 roku civil parish liczyła 12 063 mieszkańców. Thornbury jest wspomniana w Domesday Book (1086) jako Turneberie.